# Nickeil Alexander-Walker
Nickeil Alexander-Walker (Toronto, 2 de setembro de 1998) é um jogador canadense de basquete que atualmente joga no Atlanta Hawks da National Basketball Association (NBA).
Ele jogou basquete universitário em Virginia Tech e foi selecionado pelo Brooklyn Nets como a 17º escolha geral no Draft da NBA de 2019. Em 2025, após o fim da temporada, ele se tornou agente livre, assim assinando um contrato com o Atlanta Hawks de US$ 62 milhões em 4 anos.

## Carreira no ensino médio
Nascido em Toronto, Alexander-Walker estudou e jogou basquete na Vaughan Secondary School, St. Louis Christian Academy e Hamilton Heights Christian Academy. Em Hamilton Heights, ele foi companheiro de equipe de seu primo Shai Gilgeous-Alexander. Os dois têm uma relação próxima e dividiram um quarto na casa do técnico Zach Ferrell.
Alexander-Walker se comprometeu com Virginia Tech em maio de 2016, escolhendo os Hokies e rejeitando as ofertas de USC e de Maryland. Ele foi classificado como o 74º melhor jogador da classe de 2017 de acordo com Scout.com.

## Carreira universitária
Como calouro em Virginia Tech, Alexander-Walker teve médias de 10,7 pontos e 3,8 rebotes. Em seu segundo jogo universitário, ele marcou 29 pontos, a melhor marca da temporada, na vitória por 132-93 sobre The Citadel. Ele ajudou a levar Virginia Tech a um recorde de 21-12 e uma aparição no Torneio da NCAA. Na derrota na primeira rodada para Alabama, Alexander-Walker marcou 15 pontos.
Em seu segundo ano, Alexander-Walker teve médias de 16,5 pontos, 4,1 rebotes e 4,0 assistências durante a temporada regular. Ele ajudou a conduzir a Virginia Tech a uma temporada de 24–8 e uma vaga no Torneio da NCAA. Eles acabaram eliminados na terceira rodada para Duke Blue Devils.

## Carreira profissional

### New Orleans Pelicans (2019–2022)
Em 20 de junho de 2019, Alexander-Walker foi selecionado pelo Brooklyn Nets como a 17ª escolha geral no draft de 2019 da NBA. Em 6 de julho de 2019, ele foi negociado com o Atlanta Hawks e imediatamente negociado novamente com o New Orleans Pelicans. No dia seguinte, os Pelicans anunciaram que haviam assinado um contrato de 4 anos e US$14.3 milhões com Alexander-Walker.
Em 22 de outubro de 2019, ele fez sua estreia na NBA em uma derrota por 130-122 para o Toronto Raptors. Ele terminou o jogo com três pontos, quatro rebotes, duas assistências e dois roubos de bola.
Em 16 de novembro de 2019, Alexander-Walker marcou 27 pontos, o recorde de sua carreira, além de quatro rebotes e três assistências na derrota por 109-94 contra o Miami Heat .
Em 26 de fevereiro de 2020, os Pelicans designaram Alexander-Walker para o Erie BayHawks da G-League. Em 27 de fevereiro de 2020, ele registrou 23 pontos, quatro rebotes, quatro assistências e duas roubadas de bola em seu primeiro jogo da G-League, uma vitória por 125-124 sobre o Long Island Nets.
Em 13 de janeiro de 2021, ele foi titular pelos Pelicans e marcou 37 pontos, o recorde de sua carreira, contra o Los Angeles Clippers.

### Utah Jazz (2022–2023)
Em 8 de fevereiro de 2022, o Portland Trail Blazers adquiriu Alexander-Walker, Josh Hart, Tomáš Satoranský, Didi Louzada e escolhas de draft em troca de CJ McCollum, Larry Nance Jr. e Tony Snell. Um dia depois, Alexander-Walker foi negociado novamente, desta vez para o Utah Jazz em uma troca de três times.

### Minnesota Timberwolves (2023–Presente)
Em 9 de fevereiro de 2023, Alexander-Walker e Mike Conley Jr. foram negociados com o Minnesota Timberwolves em uma troca de três times que também envolveu o Los Angeles Lakers.
Em 10 de julho de 2023, ele renovou seu contrato com os Timberwolves em um acordo de 2 anos e US$9 milhões.

## Carreira na seleção
Alexander-Walker competiu pelo Canadá na Copa América Sub-18 de 2016, levando a equipe à medalha de prata. Ele foi o artilheiro do torneio com média de 17,4 pontos. Ele jogou pela seleção sênior nas eliminatórias olímpicas em 2021.
Em 24 de maio de 2022, Alexander-Walker concordou com um compromisso de três anos para jogar na Seleção Canadense. Ele foi chamado para a equipe que disputou a Olimpíadas de 2024 em Paris.

## Estatísticas da carreira

### NBA

#### Temporada regular
| Ano      | Equipe      | PJ  | PT | MPJ  | AP   | 3P   | LL   | RT  | AS  | BR  | TO | PPJ  |
| -------- | ----------- | --- | -- | ---- | ---- | ---- | ---- | --- | --- | --- | -- | ---- |
| 2019–20  | New Orleans | 47  | 1  | 12.6 | .368 | .346 | .676 | 1.8 | 1.9 | .4  | .2 | 5.7  |
| 2020–21  | New Orleans | 46  | 13 | 21.9 | .419 | .347 | .727 | 3.1 | 2.2 | 1.0 | .5 | 11.0 |
| 2021–22  | New Orleans | 50  | 19 | 26.3 | .375 | .311 | .722 | 3.3 | 2.8 | .8  | .4 | 12.8 |
| 2021–22  | Utah        | 15  | 2  | 9.9  | .333 | .303 | .917 | 1.5 | 1.1 | 1.1 | .3 | 3.5  |
| 2022–23  | Utah        | 36  | 3  | 14.7 | .488 | .402 | .692 | 1.6 | 2.1 | .7  | .4 | 6.3  |
| 2022–23  | Minnesota   | 23  | 0  | 15.5 | .384 | .361 | .619 | 1.8 | 1.4 | .3  | .3 | 5.9  |
| 2023–24  | Minnesota   | 82  | 20 | 23.4 | .439 | .391 | .800 | 2.0 | 2.5 | .8  | .5 | 8.0  |
| Carreira | Carreira    | 299 | 58 | 17.7 | .400 | .351 | .736 | 2.1 | 2.0 | .7  | .3 | 7.6  |

#### Play-In
| Ano  | Equipe    | PJ | PT | MPJ  | AP   | 3P   | LL    | RT  | AS  | BR  | TO  | PPJ  |
| ---- | --------- | -- | -- | ---- | ---- | ---- | ----- | --- | --- | --- | --- | ---- |
| 2023 | Minnesota | 2  | 1  | 30.3 | .600 | .375 | 1.000 | 4.0 | 4.0 | 2.0 | 1.0 | 11.5 |

#### Playoffs
| Ano      | Equipe    | PJ | PT | MPJ  | AP    | 3P   | LL    | RT  | AS  | BR  | TO | PPJ |
| -------- | --------- | -- | -- | ---- | ----- | ---- | ----- | --- | --- | --- | -- | --- |
| 2022     | Utah      | 1  | 0  | 4.7  | 1.000 | —    | 1.000 | 1.0 | 1.0 | 1.0 | .0 | 5.0 |
| 2023     | Minnesota | 5  | 4  | 29.6 | .429  | .400 | .667  | 2.0 | 1.4 | .6  | .2 | 8.4 |
| 2024     | Minnesota | 16 | 1  | 23.6 | .366  | .296 | 1.000 | 1.8 | 2.3 | .6  | .4 | 7.3 |
| Carreira | Carreira  | 22 | 5  | 19.3 | .598  | .348 | .888  | 1.5 | 1.5 | .7  | .2 | 6.8 |

### Universitário
| Ano      | Equipe        | PJ | PT | MPJ  | AP   | 3P   | LL   | RT  | AS  | BR  | TO | PPJ  |
| -------- | ------------- | -- | -- | ---- | ---- | ---- | ---- | --- | --- | --- | -- | ---- |
| 2017–18  | Virginia Tech | 33 | 33 | 25.4 | .449 | .392 | .730 | 3.8 | 1.5 | .8  | .5 | 10.7 |
| 2018–19  | Virginia Tech | 34 | 34 | 34.3 | .474 | .374 | .778 | 4.1 | 4.0 | 1.9 | .5 | 16.2 |
| Carreira | Carreira      | 67 | 67 | 29.8 | .461 | .383 | .754 | 3.9 | 2.7 | 1.3 | .5 | 13.4 |

Fonte:

## Vida pessoal
Seu primo, Shai Gilgeous-Alexander, também joga na NBA, atualmente pelo Oklahoma City Thunder. A mãe de Nickeil, Nicole, é irmã do pai de Shai, Vaughn.